# Javier Vásquez (cantante)
Javier Vásquez Carabalí (Puerto Tejada, Cauca, 26 de mayo de 1963) es un cantante colombiano de música tropical salsa. Se dio a conocer en el mundo artístico al formar parte de reconocidas orquestas con las cuales obtuvo premios y nominaciones dentro de las que se destacan la nominación a los Premios Grammy Latinos en 2001 con el Grupo Niche; ganador del Premio Lo Nuestro en 2004 en la categoría “Tropical, Grupo Revelación del Año” con la Orquesta Son De Cali y ganador del "disco oficial de La Feria de Cali " en 2011" ya en su carrera como cantante solista. 

## Biografía
Nació el 26 de mayo de 1963 en la vereda las Cañas del municipio de Puerto Tejada, Cauca.             
Hijo de Edelmira Carabalí y Rogelio Vásquez de quienes heredó su talento musical el cual comenzó a desarrollar desde niño al integrar el grupo "Los Locos del Quinto Piso" a los 8 años de edad. 
La mayor parte de su infancia la vivió en Arauca donde aprendió actividades del campo como el conducir tractor, manipular maquinaria agrícola y dónde perfeccionó su técnica vocal entonando cantos en medio de las jornadas de trabajo.  

## Comienzos
En Cali, Javier Vásquez hizo parte de orquestas y grupos como ‘Los Poderosos’, ‘La Octava Dimensión’, ‘Los Soles de Colombia’ y ‘La Misma Gente’. Luego se traslada a los llanos orientales para trabajar como tractorista en la finca de su hermano en San José Del Guaviare y allí formó parte del grupo ‘Blanco y Negro’ donde interpretó música tropical.
A mediados de los 80 Javier se radica en la ciudad de Bogotá y comienza trabajar como vocalista del Grupo Mamboré en el club ‘Ramón Antigua ’. Con esta agrupación grabó las canciones "Sola vaya" y "Lamento de concepción" para el LP: "Las canciones de Ramón Antigua ".  

## Con Grupo Niche
A fines de los años 80 en Bogotá, Javier Vásquez es contratado por el maestro Jairo Varela para hacer parte del Grupo Niche. Con esta agrupación participó como vocalista en los trabajos musicales "Sutil y contundente", "Cielo de tambores", "Llegando al 100%", "Un alto en el camino", "12 años", "Huellas del pasado", "Etnia", "A prueba de fuego", "Señales de humo", "A golpe de folklore", "Propuesta" y "La danza de la chancaca". De estos álbumes Javier grabó las canciones "Mi Hijo y Yo", "El Movimiento De La Salsa", "Amor, Amor", "Entrega", "Cielo De Tambores", "Debiera Olvidarla", "Sin Sentimiento", "Cali Ají", "No Tuve a Quien Decirle Amor", "Rosa" (1993), "Ana Milé" (1993), "México, México", "Ese Día" (1993), "La Negra No Quiere" (1993), "La Gallinita De Los Huevos De Oro", "Sin Palabras", "Bájame Uno", "La Canoa Ranchá", "Estúpido", "Batalla De Flores", "Rezo a María", "A Golpe De Folklore", "La Pandereta", "Bonito y Sabroso", "Sin sentimiento (2001)", "México, México (2001)", "La canoa ranchaa (2001)", "Sin palabras (2001)" y "La pandereta (2001)".  
Como vocalista del Grupo Niche obtuvo premios y nominaciones dentro de los que se destacan el "Premio Lo Nuestro (1995) " donde ganaron en la categoría "Mejor grupo de salsa del año", nominación al "Premio Grammy Latino (2001) " en la categoría "Mejor álbum de salsa" con el álbum "Propuesta", "disco oficial de la "Feria de Cali (1996) " con la canción "La canoa ranchaa " interpretada por Javier y ganadores de cuatro "Congos de Oro " en el Festival de Orquestas del Carnaval de Barranquilla en 1991, 1993, 1994 y 1997.     

## Con Son de Cali
En 2002 Javier Vásquez integra como cofundador y voz líder, la orquesta "Son de Cali". Con esta agrupación grabó las producciones musicales: "Estilo propio", "Creciendo" ,"Cambiando la historia", el CD DVD grabado en vivo, titulado: "Son de Cali para el mundo" y la producción musical "Celebración 8 años".    
Con esta orquesta Javier alcanza premios y nominaciones dentro de los que se destaca el Premio Lo Nuestro en 2004 en la categoría “Tropical, mejor nuevo artista del año” y "Disco oficial de la Feria de Cali (2010) " con la canción "Vos me debes " interpretada a dúo con Willy García.

## Como solista
Para 2011 Javier Vásquez comienza su carrera como solista con el lanzamiento del sencillo titulado "Salud " el cual fue escogido como "Disco Oficial de la Feria de Cali " de ese mismo año. En 2012 el artista caucano lanza su primer álbum titulado "Aquí estoy" bajo la producción musical de José Aguirre. Las canciones que componen la producción musical son: "Beber para olvidar", "Mi vida sin ti", "Aquí estoy", "Necesito llorar", "A dónde fue el amor", "Hasta cuando", "Que no se pierda", "Recuerdos que duelen", "Vuelvo a ti" y "Salud". En 2014 grabó el sencillo "Tiene tumbao" y en "2015" el sencillo "Ya no queda tiempo".  

## Otros proyectos
Dentro de su carrera musical Javier Vásquez ha realizado participaciones en proyectos musicales como:  
Banda sonora telenovela "Caballo viejo (1998)". Telenovela ganadora del premio "India Catalina"  en las categorías de mejor libreto, actriz de reparto y ambientación; y Premio Simón Bolívar para mejor actriz, libreto, novela, actor y técnica. 
"Gente con alma (2021) " de la orquesta Cali Big Band grabando la canción "En un rincón del alma ". Este álbum fue nominado al Latin Grammy en la categoría "Mejor Álbum Tropical Tradicional".  
En 2021 también grabó la canción "Sentimiento escarlata", tema oficial del club de fútbol América de Cali; esta canción fue incluida entre las 100 canciones latinoamericanas del momento de los Premios Billboard de la música latina. 
En 2013 graba dos canciones para la producción discográfica llamada "Feria de Cali Antología Musical".   
En 2021 Javier gana la condecoración a embajador de La salsa colombiana ante el mundo en los "Premios Cristo Rey".

## Discografía
| AÑO  | TÍTULO ÁLBUM /SENCILLO                            | ARTISTA                               |
| ---- | ------------------------------------------------- | ------------------------------------- |
| 1987 | Las canciones de Ramón Antigua                    | Grupo Mamboré                         |
| 1988 | Caballo viejo (Sencillo)                          | Banda Sonora Telenovela Caballo Viejo |
| 1989 | Sutil y contundente                               | Grupo Niche                           |
| 1990 | César "Albóndiga" Monjes y La Pandilla            | La Pandilla                           |
| 1990 | Cielo de tambores                                 | Grupo Niche                           |
| 1991 | Llegando al 100%                                  | Grupo Niche                           |
| 1993 | Un alto en el camino                              | Grupo Niche                           |
| 1993 | Grupo Niche 12 años                               | Grupo Niche                           |
| 1995 | Huellas del pasado                                | Grupo Niche                           |
| 1995 | Etnia                                             | Grupo Niche                           |
| 1997 | A prueba de fuego                                 | Grupo Niche                           |
| 1998 | Señales de humo                                   | Grupo Niche                           |
| 1999 | A golpe de folklore                               | Grupo Niche                           |
| 2000 | Propuesta                                         | Grupo Niche                           |
| 2001 | La danza de la chancaca                           | Grupo Niche                           |
| 2002 | Con estilo propio                                 | Son de Cali                           |
| 2004 | Creciendo                                         | Son de Cali                           |
| 2006 | Cambiando la historia                             | Son de Cali                           |
| 2008 | Son de Cali para el mundo                         | Son de Cali                           |
| 2011 | Celebración 8 años                                | Son de Cali                           |
| 2012 | Aquí estoy                                        | Javier Vásquez                        |
| 2013 | Feria de Cali Antología Musical                   | Cali Big Band                         |
| 2014 | Tiene tumbao (sencillo)                           | Javier Vásquez                        |
| 2015 | Ya no queda tiempo (sencillo)                     | Javier Vásquez                        |
| 2021 | Álbum: Gente con alma Tema: En un rincón del alma | Cali Big Band                         |
| 2021 | Sentimiento escarlata (sencillo)                  | Javier Vásquez / José Aguirre         |

## Premios y nominaciones
| Año  | Artista        | Premio                                  | Categoría                                       | Resultado |
| ---- | -------------- | --------------------------------------- | ----------------------------------------------- | --------- |
| 1991 | Grupo Niche    | Congo de Oro (Carnaval de Barranquilla) | Salsa (Festival de Orquestas)                   | Ganador   |
| 1993 | Grupo Niche    | Congo de Oro (Carnaval de Barranquilla) | Mejor orquesta Nacional (Festival de Orquestas) | Ganador   |
| 1994 | Grupo Niche    | Congo de Oro (Carnaval de Barranquilla) | Salsa Nacional (Festival de Orquestas)          | Ganador   |
| 1995 | Grupo Niche    | Premio Lo Nuestro                       | Mejor grupo de salsa del año                    | Ganador   |
| 1996 | Grupo Niche    | Disco Oficial Feria de Cali             | Con la canción "La Canoa Ranchaa"               | Ganador   |
| 1997 | Grupo Niche    | Congo de Oro (Carnaval de Barranquilla) | Salsa (Festival de Orquestas)                   | Ganador   |
| 2001 | Grupo Niche    | Premio Grammy Latino                    | Mejor álbum de salsa (álbum "Propuesta")        | Nominado  |
| 2004 | Son de Cali    | Premio Lo Nuestro                       | Mejor nuevo artista del año                     | Ganador   |
| 2010 | Son de Cali    | Disco Oficial Feria de Cali             | Con la canción "Vos me debes"                   | Ganador   |
| 2011 | Javier Vásquez | Disco Oficial Feria de Cali             | Con la canción "Salud"                          | Ganador   |